# Новинка (Виборзький район)
Новинка (до 1948 Расалахті, фін. Rasalahti) — селище в складі Селезньовського сільського поселення в Виборзькому районі Ленінградської області.
Колишнє фінська село, до 1939 року входило до складу Виборзького сільського округу  Виборзької губернії  Фінляндії.
Перейменоване в 1948 за рішенням мешканців колгоспу «Нове життя». Перейменування затверджено Указом Президії Верховної Ради РРФСР від 13 січня 1949 року.

## Населення
| 2007 | 2010 | 2017 |
| ---- | ---- | ---- |
| 290  | ↗409 | ↘244 |